# آلیسین چاینز
آلیسین چاینز (انگلیسی: Allysin Chaynes؛ زاده ۱۱ فوریهٔ ۱۹۷۹) یک بازیگر پورنوگرافی اهل رومانی است.